# لبان أنيق
لبان أنيق أو بوسويلية أنيقة (الاسم العلمي:Boswellia elegans) هو نوع من النباتات يتبع جنس اللبان من الفصيلة البخورية.